# Vịnh xướng
Vịnh xướng hay bài ca phụng vụ (tiếng Anh: chant, từ tiếng Pháp: chanter, có từ điển dịch là xướng ca) là việc hát hoặc đọc theo tiết tấu, thường chủ yếu dựa trên một hoặc hai cao độ được gọi là tông ngâm tụng. Vịnh xướng khá đa dạng, từ các giai điệu đơn giản bao gồm một khúc cố định các nốt nhạc cho tới các cấu trúc nhạc phức tạp. Vịnh xướng có thể coi là lời thoại, âm nhạc hoặc một dạng lời thoại được nâng cao độ hoặc cách điệu hóa. Vào Hậu kỳ Trung cổ, một số vịnh xướng tôn giáo đã phát triển thành các bài hát hình thành nên một trong số các nguồn gốc của nền âm nhạc phương Tây sau này. Trong phụng vụ Kitô giáo, vịnh xướng là các bài ca thuộc về nghi thức phụng vụ, khác với các thánh ca điểm tô cho - nhưng không thuộc về - buổi phụng vụ. Vịnh xướng trong Giáo hội Tây phương được gọi là bình ca (cantus planus), trong đó nổi bật nhất là bình ca Gregoriano.